# Ling Wan Ting
Ling Wan Ting (chiń. 凌婉婷; pinyin Líng Wǎntíng; ur. 24 listopada 1980 w Hongkongu) – zawodniczka badmintona.
Brała udział w igrzyskach w Sydney, w grze pojedynczej i podwójnej kobiet.
W 2004 roku startowała w grze pojedynczej kobiet na olimpiadzie – odpadła w 1/16 finału.